# Marion Lüttge
Marion Lüttge, Gräfe prima del matrimonio (Lipsia, 25 novembre 1941), è un'ex giavellottista tedesca, campionessa europea a Budapest 1966.

## Progressione
Le misure si intendono realizzate col vecchio attrezzo, in vigore prima del 1999 .
| Stagione | Risultato | Luogo      | Data   | Rank. Mond. |
| -------- | --------- | ---------- | ------ | ----------- |
| 1960     | 51.74     | Wittenberg | Aug 14 | 19ª         |
| 1962     | 54.02     | Lipsia     | Jul 29 | 8ª          |
| 1963     | 58.45     | Jena       | Aug 31 | 2ª          |
| 1964     | 55.66     | Berlino    | Sep 30 | 10ª         |
| 1965     | 56.12     | Lipsia     | Jun 16 | 17ª         |
| 1966     | 59.70     | Budapest   | Sep 02 | 1ª          |
| 1969     | 58.14     | Lipsia     | Sep 01 | 6ª          |

## Palmarès
| Anno | Manifestazione     | Sede     | Evento                 | Risultato | Prestazione | Note     |
| ---- | ------------------ | -------- | ---------------------- | --------- | ----------- | -------- |
| 1966 | Campionati europei | Budapest | Lancio del giavellotto | Oro       | 58,74 m     | in qual. |